# Charles I xứ Anjou
Charles I (đầu 1226/1227 – 7 tháng 1 năm 1285), thường được gọi là Charles xứ Anjou hoặc Charles d'Anjou, là thành viên của Vương triều Capet và là người sáng lập Nhà Anjou thứ hai. Ông là Bá tước xứ Provence (1246–1285) và Forcalquier (1246–1248, 1256–1285) trong Đế chế La Mã Thần thánh, Bá tước xứ Anjou và Maine (1246–1285) ở Vương quốc Pháp; ông cũng là Vua của Sicilia (1266–1285) và Thân vương xứ Achaea (1278–1285). Năm 1272, ông được tuyên bố là Vua của Albania, và vào năm 1277, ông mua được quyền sở hữu Vương quốc Jerusalem.
Là con trai út của Vua Louis VIII của Pháp và Blanca của Castilla, Charles đã được định sẵn là sẽ gia nhập Giáo hội Công giáo cho đến đầu những năm 1240. Ông ấy có được Provence và Forcalquier thông qua cuộc hôn nhân với người thừa kế của 2 lãnh thổ này là Beatrice. Những nỗ lực nhằm khôi phục quyền lực trung ương đã khiến ông xung đột với mẹ vợ, Beatrice xứ Savoy và giới quý tộc bản địa. Charles nhận xứ Anjou và Maine từ anh trai mình là vua Louis IX của Pháp, làm quản lý. Ông đã đồng hành cùng Louis trong cuộc Thập tự chinh thứ bảy tới Ai Cập. Ngay sau khi trở lại Provence vào năm 1250, Charles đã buộc ba thành phố tự trị giàu có là Marseille, Arles và Avignon phải thừa nhận quyền thống trị của mình.
Charles ủng hộ Margaret II, Nữ bá tước xứ Flanders và Hainaut, chống lại con trai cả của bà là John I, Bá tước xứ Hainaut, để đổi lấy Bá quốc Hainaut vào năm 1253. Hai năm sau, Louis IX thuyết phục ông từ bỏ bá quốc này, nhưng đền bù cho ông bằng cách yêu cầu Margaret trả cho ông 160.000 mark. Charles buộc các quý tộc và thị trấn Provençal nổi loạn phải phục tùng và mở rộng quyền thống trị của mình trên hàng chục thị trấn và lãnh địa ở Vương quốc Arles. Năm 1263, sau nhiều năm đàm phán, ông chấp nhận lời đề nghị của Lãnh địa Giáo hoàng để chiếm lấy Vương quốc Sicilia từ tay của Nhà Hohenstaufen. Vương quốc này bao gồm, ngoài đảo Sicilia, miền Nam Bán đảo Ý đến phía Bắc Napoli và được gọi là Regno. Giáo hoàng Urban IV tuyên bố một chiến dịch chống lại Manfred, Vua của Sicily đương nhiệm và hỗ trợ Charles gây quỹ cho chiến dịch quân sự.
Charles lên ngôi vua ở Rome vào ngày 5 tháng 1 năm 1266. Ông tiêu diệt quân đội của Manfred và chiếm đóng Regno gần như không gặp phải sự kháng cự nào. Chiến thắng của ông trước cháu trai nhỏ của Manfred là Conradin, trong Trận Tagliacozzo năm 1268 đã củng cố quyền cai trị của ông. Năm 1270, ông tham gia Cuộc thập tự chinh thứ tám do Vua Louis IX tổ chức và buộc Hafsid Caliph của Tunis phải cống nạp hàng năm cho mình. Những chiến thắng của Charles đã đảm bảo quyền lãnh đạo không thể tranh cãi của ông trong số những người theo đảng phái người Ý của Giáo hoàng (được gọi là Guelph), nhưng ảnh hưởng của ông đối với các cuộc bầu cử Giáo hoàng và sự hiện diện quân sự mạnh mẽ của ông ở Ý đã khiến các Giáo hoàng lo lắng. Họ cố gắng hướng tham vọng của ông tới các vùng lãnh thổ khác và hỗ trợ ông giành được các yêu sách đối với Achaea, Jerusalem và Arles thông qua các hiệp ước. Năm 1281, Giáo hoàng Martin IV ủy quyền cho Charles phát động chiến dịch chống lại Đế quốc Byzantine. Các tàu chiến của Charles đang tập trung tại Messina, sẵn sàng bắt đầu chiến dịch thì cuộc nổi dậy Kinh chiều Sicilia nổ ra vào ngày 30 tháng 3 năm 1282, chấm dứt sự cai trị của Charles trên đảo Sicily. Ông đã có thể bảo vệ các vùng lãnh thổ đại lục (Vương quốc Napoli) với sự hỗ trợ của Vương quốc Pháp và Lãnh địa Giáo hoàng. Charles chết khi đang chuẩn bị cho cuộc tái chiếm đảo Sicily.

## Cuộc sống đầu đời

### Thời thơ ấu
Charles là con út của Vua Louis VIII của Pháp và Blanca của Castilla. Ngày sinh của ông không rõ ràng, nhưng có lẽ ông được sinh ra sau khi cha ông vừa qua đời vào đầu năm 1227. Charles là người con trai duy nhất còn sống của Louis được "sinh ra trong màu tím/Born in the purple" (sau lễ đăng quang của cha ông) , một sự thật mà ông thường nhấn mạnh khi còn trẻ, như nhà biên niên sử đương thời Matthew Paris đã ghi lại trong Chronica Majora. Ông là người nhà Capet đầu tiên được đặt tên theo Charlemagne.
Louis VIII qua đời vào tháng 11 năm 1226 và con trai cả của ông, Thái tử Louis lên kế vị. Vị vua quá cố mong muốn rằng con trai út của ông sẽ được gia nhập Giáo hội Công giáo. Chi tiết về nội dung giáo dục dành cho Vương tử Charles vẫn chưa được biết, nhưng ông đã nhận được một nền giáo dục tốt. Ông hiểu các giáo lý chính của Công giáo và có thể xác định những sai sót trong các văn bản tiếng La Tinh. Niềm đam mê thơ ca, khoa học y-sinh và luật pháp của ông đã được ghi chép rõ ràng.
Charles sau đó nói rằng mẹ ông có tác động mạnh mẽ đến việc học tập của các con; trên thực tế, Blanche hoàn toàn tham gia vào công việc quản lý nhà nước và có thể dành ít thời gian cho đứa con út. Charles sống tại triều đình của một người anh là Robert I, Bá tước xứ Artois, từ năm 1237. Khoảng 4 năm sau, ông được giao cho Alphonse, Bá tước xứ Poitiers, chăm sóc. Việc ông tham gia vào chiến dịch quân sự của các anh trai mình chống lại Hugh X xứ Lusignan, Bá tước La Marche, vào năm 1242 cho thấy ông không còn có ý định theo đuổi sự nghiệp trong Giáo hội nữa.

### Provence và Anjou

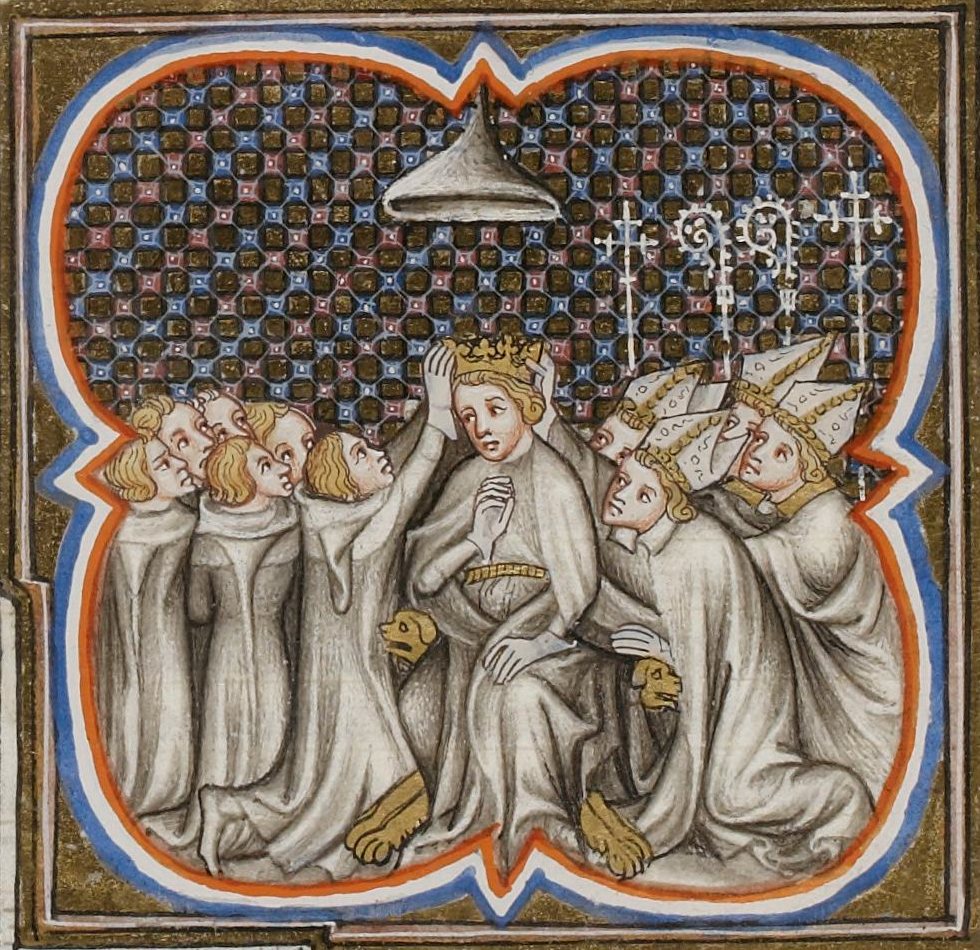
Charles I với 4 giám mục trong lễ đăng quang, phong làm Vua của Sicily ở Rome (1265).

Raymond Berengar V, Bá tước xứ Provence qua đời vào tháng 8 năm 1245, để lại di sản Provence và Forcalquier cho con gái út của ông là Bá nữ Beatrice, vì trước đó ông đã tặng của hồi môn hậu hĩnh cho ba chị gái của cô. Của hồi môn thực tế không được chuyển hết, khiến hai chị gái của bà, Bá nữ Margaret (vợ Louis IX của Pháp) và Bá nữ Eleanor (vợ của Henry III của Anh), tin rằng họ đã bị tước quyền thừa kế một cách bất hợp pháp. Mẹ của họ, Beatrice xứ Savoia, tuyên bố rằng Bá tước Raymond Berengar đã để lại quyền sở hữu Provence cho bà.
Hoàng đế Friedrich II của Thánh chế La Mã (người mà Giáo hoàng Innocent IV gần đây đã rút phép thông công vì bị cáo buộc là "tội ác chống lại Giáo hội"), Bá tước Raymond VII xứ Toulouse và các nhà cai trị lân cận khác đã tự đề nghị họ hoặc con trai của họ kết hôn chính trị với nữ bá tước trẻ. Mẹ cô đặt cô dưới sự bảo vệ của Lãnh địa Giáo hoàng. Louis IX và Margaret đề nghị gả Beatrice cho Vương tử Charles. Để đảm bảo sự ủng hộ của Pháp chống lại Frederick II, Giáo hoàng Innocent IV đã tán thành đề nghị của họ. Charles vội vã đến Aix-en-Provence với tư cách là người đứng đầu một đội quân để ngăn chặn những người cầu hôn khác bước vào Provence, và kết hôn với Beatrice vào ngày 31 tháng 1 năm 1246. Provence là một phần của Vương quốc Arles thuộc về Đế chế La Mã Thần thánh, nhưng Charles chưa bao giờ thề trung thành với Hoàng đế La Mã Thần thánh. Ông ra lệnh điều tra quyền lợi và thu nhập của các bá tước, khiến cả thần dân và mẹ vợ ông phẫn nộ, những người coi hành động này là một cuộc tấn công chống lại quyền lợi của bà.
Là con trai út của một vị vua, có số mệnh theo đuổi sự nghiệp ở nhà thờ, Charles không nhận được quyền quản lý (một bá quốc hoặc công quốc được cha truyền con nối). Louis VIII đã muốn rằng con trai thứ tư của ông là Vương tử John, sẽ nhận Bá quốc Anjou và Maine khi đến tuổi thành niên, nhưng John đã qua đời vào năm 1232. Louis IX phong tước hiệp sĩ cho Charles tại Melun vào tháng 5 năm 1246 và 3 tháng sau phong Bá tước xứ Anjou và Maine cho ông. Charles hiếm khi đến thăm hai bá quốc của mình và bổ nhiệm nhiếp chính để quản lý chúng.
Trong khi Charles vắng mặt ở Provence, Marseille, Arles và Avignon—ba thành phố giàu có, trực thuộc Hoàng đế La Mã Thần thánh—đã thành lập một liên minh và bổ nhiệm một nhà quý tộc Provençal là Barral xứ Baux, làm chỉ huy quân đội liên hợp của họ. Mẹ vợ của Charles đặt những người Provençal không vâng lời dưới sự bảo vệ của bà. Charles không thể đối phó với quân nổi dậy khi ông chuẩn bị tham gia cuộc thập tự chinh của anh trai mình. Để xoa dịu mẹ vợ, ông thừa nhận quyền cai trị Forcalquier của bà và cấp cho bà một phần ba doanh thu từ Bá quốc Provence.